# Rhytiphora morata
Rhytiphora morata là một loài bọ cánh cứng trong họ Cerambycidae.